# 5e cérémonie des European Independent Film Critics Awards
La 5e cérémonie des European Independent Film Critics Awards, décernés par les European Independent Film Critics récompenseront les films de cinéma sortis en 2013.

## Palmarès
- Meilleur film :
- Meilleur réalisateur :
- Meilleur producteur :
- Meilleur acteur :
- Meilleure actrice :
- Meilleur acteur dans un second rôle :
- Meilleure actrice dans un second rôle :
- Meilleur scénario :
- Meilleure photographie :
- Meilleurs décors :
- Meilleur montage :
- Meilleure musique :
- Meilleur film international :